# チャック・コナーズ
ケビン・ジョセフ・アロイジアス・コナーズ（Chuck Connors, 本名: Kevin Joseph Aloysius Connors, 1921年4月10日 - 1992年11月10日）はアメリカ合衆国の俳優、作家、そして野球とバスケットボールのプロ選手である。身長は6フィート5インチ（約197cm）。

## 来歴
ニューヨーク市ブルックリン区生まれ。本名のケビンという名を好まず、「レフティ」や「ストレッチ」にしようとも考えていたが、野球選手時代に、一塁にいたコナーズが投手に「ボールをこっちに投げろよ」（Chuck it to me）と叫んだことから、他の選手やファンがこれはうってつけだと考え、この一塁手の名前はチャックとなった。
スポーツ選手としての才能があり、奨学金を得て、私立のアデルフィ・アカデミーに通い、1939年にそこを卒業すると、ニュージャージー州サウスオレンジにあるシートン・ホール大学に進んだ。しかし大学には2年しか在籍しなかった。第二次大戦中の1942年に召集され、戦争が終わるまでの殆どを、ケンタッキー州フォートノックスのキャンベル陸軍基地、及びニューヨークのウエストポイントで、戦車整備の任務について過ごした。軍属であるにもかかわらず、コナーズはプロの野球選手としてプレイもしていた。1946年に復員してからは、BAA（現NBA）が新設した、プロバスケットボールチームのボストン・セルティックスでプレイし、春になるとMLBのブルックリン・ドジャースのキャンプに参加した。様々なマイナーリーグでの経験ののち1949年にドジャース入りしたが、1試合しか出場機会がなかった。1951年にシカゴ・カブスに入り、66試合に一塁手もしくは代打として出場した。1952年には再びマイナーリーグ行きとなり、カブスのトップファームであるロサンゼルス・エンゼルスでプレイした。シカゴ・ベアーズにも在籍したが、こことは反りが合わなかった。アメリカのプロスポーツ史上、MLBとNBAの両方でプレイしたのは、コナーズを含めてわずかに12名である。
プロスポーツで身を立てるのが難しいと判断したコナーズは、俳優の道を目指すことにした。ハリウッドの近くで選手生活を送っていたこともあり、MGMの演出家の目に留まって、1952年にキャサリン・ヘプバーン主演の映画Pat and Mikeに出演。翌53年にはSouth Sea Womanでバート・ランカスターとも共演した。多くの映画やTVドラマに出演したが、中でも1958年に米ABCで放送開始された『ライフルマン』では銃の達人にして子どもを育てる男やもめを演じ、代表作となった。その後は、似たような役を振られることが多くなり、短期間のシリーズものにも出演するようになった。NBCが1965年から1966年にかけて放送した、南北戦争後の世界を描いた『荒野の流れ者』、『アフリカ大牧場』や『ルーツ』などである。また、映画『フリッパー』にも出演した。1991年に、オクラホマシティにある西部劇俳優の殿堂に名を連ねた。
1992年、肺癌による肺炎のため、71歳で死去。愛煙家であったと言われる。

## エピソード
- 1970年代に、NBCの野球中継で失態を晒し、悪い意味で有名になったことがある。著名人を解説者に呼ぶので有名なこの中継の全国ネットで、コナーズはうっかり「ファック」と口にして、実況担当者や視聴者を驚かせた。
- ゴルフ、読書、水泳、釣り、詩を書くこと、野球などと幅広い趣味を持ち、慈善事業や政治活動にもいそしんでいた。共和党の支持者で、リチャード・ニクソン元大統領とも交流があった。[1]
- 日本のプロ野球選手で巨人、西鉄、ヤクルトで活躍した船田和英は渾名として「ライフルマン」（入団した当時に放映されていたドラマで、主人公のルーカス・マッケインを演じていた頃のコナーズに似ていた為）と呼ばれていたが、奇しくも船田はコナーズが亡くなる半年前の1992年5月28日に病で他界している。

## 詳細情報

### 年度別打撃成績
| 年 度    | 球 団    | 試 合 | 打 席 | 打 数 | 得 点 | 安 打 | 二 塁 打 | 三 塁 打 | 本 塁 打 | 塁 打 | 打 点 | 盗 塁 | 盗 塁 死 | 犠 打 | 犠 飛 | 四 球 | 敬 遠 | 死 球 | 三 振 | 併 殺 打 | 打 率 | 出 塁 率 | 長 打 率 | O P S |
| -------- | -------- | ----- | ----- | ----- | ----- | ----- | -------- | -------- | -------- | ----- | ----- | ----- | -------- | ----- | ----- | ----- | ----- | ----- | ----- | -------- | ----- | -------- | -------- | ----- |
| 1949     | BRO      | 1     | 1     | 1     | 0     | 0     | 0        | 0        | 0        | 0     | 0     | 0     | --       | 0     | --    | 0     | --    | 0     | 0     | 1        | .000  | .000     | .000     | .000  |
| 1951     | CHC      | 66    | 214   | 201   | 16    | 48    | 5        | 1        | 2        | 61    | 18    | 4     | 0        | 1     | --    | 12    | --    | 0     | 25    | 0        | .239  | .282     | .303     | .585  |
| MLB：2年 | MLB：2年 | 67    | 215   | 202   | 16    | 48    | 5        | 1        | 2        | 61    | 18    | 4     | *0       | 1     | --    | 12    | --    | 0     | 25    | 1        | .238  | .280     | .302     | .582  |

- 「-」は記録なし
- 通算成績の「*数字」は不明年度がある事を示す

### NBA通算成績
|            | レギュラーシーズン (2シーズン) | レギュラーシーズン (2シーズン) | レギュラーシーズン (2シーズン) |
| ---------- | ------------------------------ | ------------------------------ | ------------------------------ |
| 53試合総計 | ゲーム平均                     |                                |                                |
| ポイント数 | 239                            | 4.5                            |                                |
| アシスト数 | 41                             | 0.8                            |                                |

### 主な出演作品
- Pat and Mike (1952)

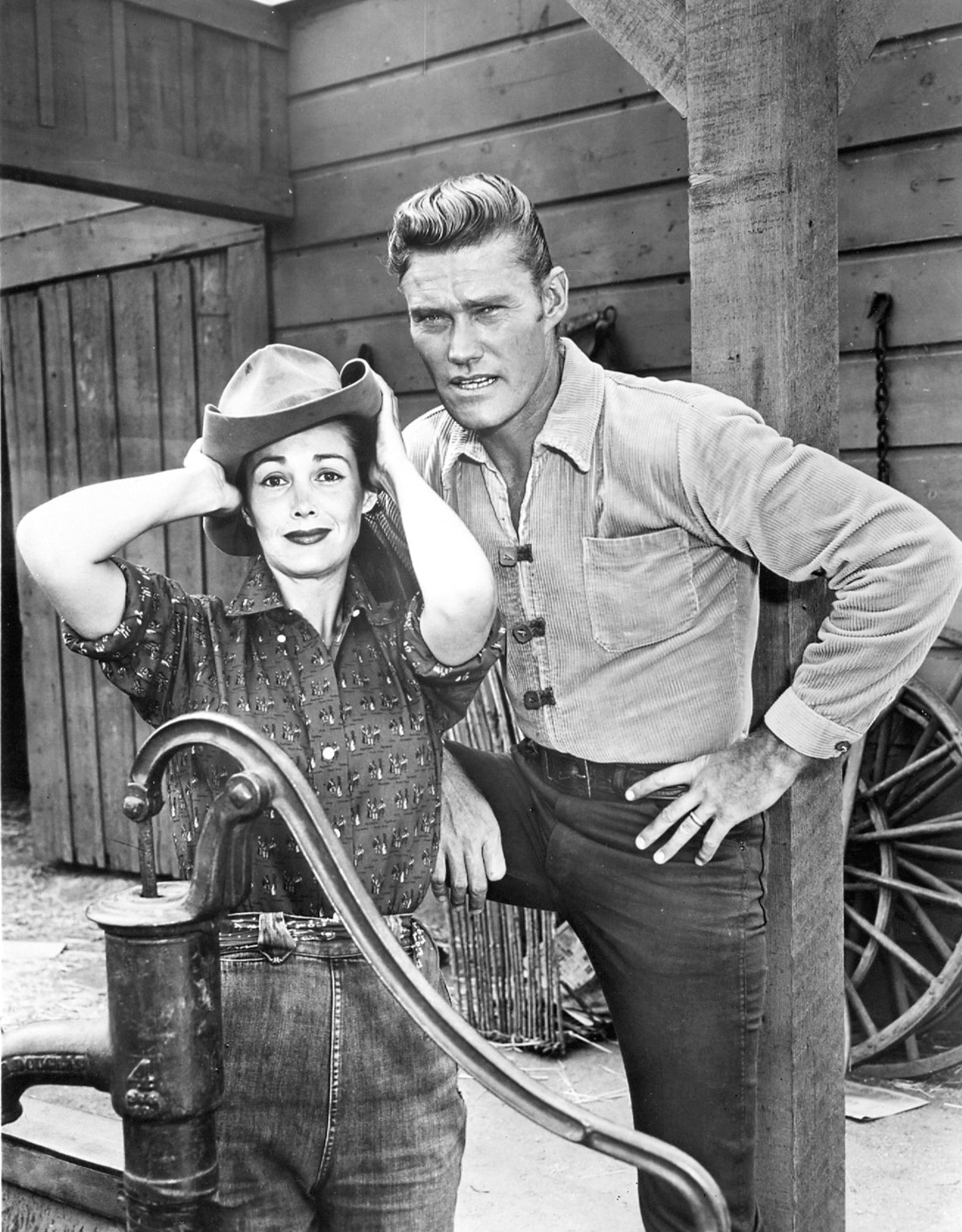
左の女性はジョアン・テイラー（1960年）

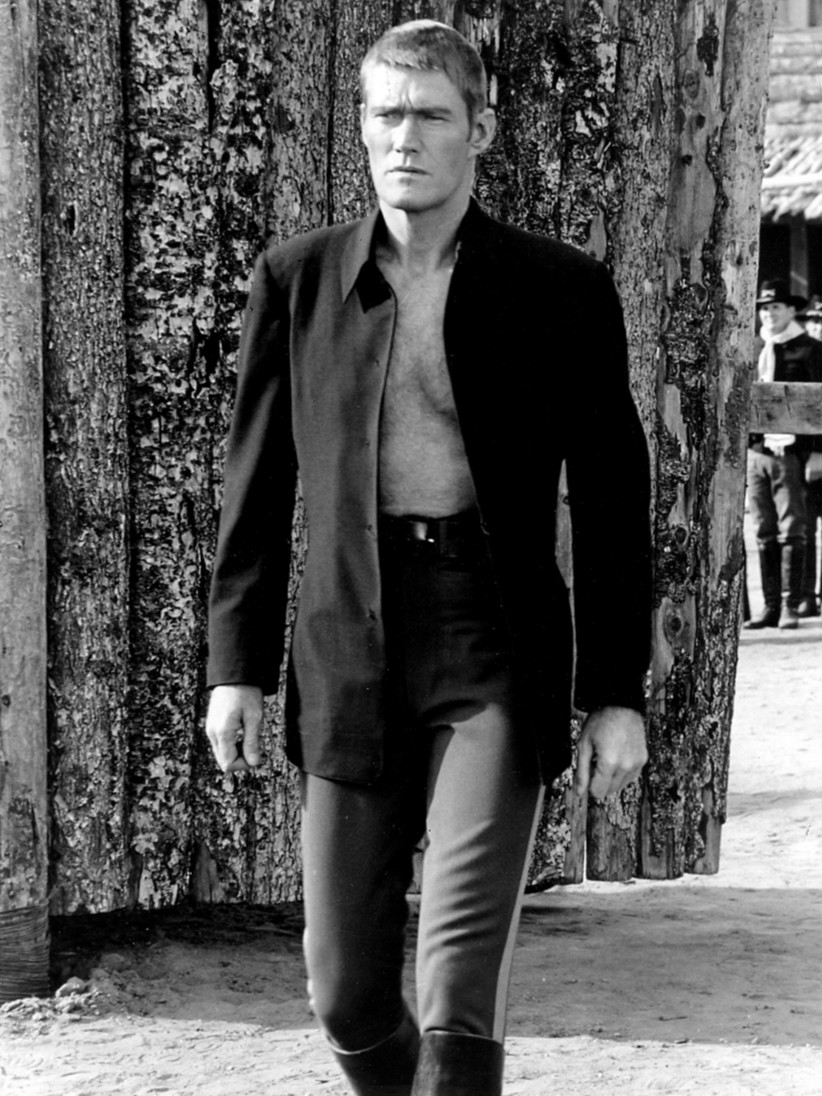
1965年

- South Sea Woman (1953)
- やさしい狼犬部隊
- 大いなる西部(1958)
- ライフルマン(1958-1963)
- 酋長ジェロニモ(1962年)
- 女房は生きていた(1963)
- Flipper (1963)
- Ride Beyond Vengeance (1966)
- アフリカ大牧場(1967-1968)
- 七人の特命隊(1968)
- ネモ船長と海底都市(1969)
- 地平線から来た男(1971)
- マッドボンバー(1972)
- ソイレント・グリーン(1973)
- 殺し屋ハリー/華麗なる挑戦(1974)
- ルーツ (1977)
- デビルズ・ゾーン (1979)
- 復活の日(1980)　：日本映画
- フライングハイ2/危険がいっぱい月への旅(1982)
- スキンヘッド・ウォリアーズ（英語版）(1989)・・・日本劇場公開が予定されていたが、諸事情で公開中止
- ザ・ギャンブラー (テレビ映画)(1991)
- サーモンベリーズ(1991)